# Freixial e Juncal do Campo
Freixial e Juncal do Campo (llamada oficialmente União das Freguesias de Freixial e Juncal do Campo) es una freguesia portuguesa del municipio de Castelo Branco, distrito de Castelo Branco.

## Historia
Fue creada el 28 de enero de 2013 en aplicación de una resolución de la Asamblea de la República de Portugal promulgada el 16 de enero de 2013 con la unión de las freguesias de Freixial do Campo y Juncal do Campo, pasando su sede a estar situada en la antigua freguesia de Freixial do Campo.

## Demografía
| Gráfica de evolución demográfica de Freixial e Juncal do Campo entre 2011 y 2021 |
|                                                                                  |
| Datos según el nomenclátor publicado por el INE portugués.                       |